# Marconne (Fluss)
Die Marconne ist ein Fluss in Frankreich, der in der Region Pays de la Loire verläuft. Sie entspringt beim Weiler Moraillères, Gemeindegebiet von Noyant-Villages, entwässert generell Richtung Nordnordost und mündet nach rund 21 Kilometern im Gemeindegebiet von Le Lude als linker Nebenfluss in den Loir.
Auf ihrem Weg durchquert die Marconne die Départements im Maine-et-Loire und Sarthe.

## Orte am Fluss
(Reihenfolge in Fließrichtung)
- Noyant-Villages
- Dénezé-sous-le-Lude, Gemeinde Noyant-Villages
- La Boissière, Gemeinde Noyant-Villages
- Laurière, Gemeinde Le Lude
- Dissé-sous-le-Lude, Gemeinde Le Lude
- Raillon, Gemeinde Le Lude

## Sehenswürdigkeiten
- Abbaye de la Boissière, ehemaliges Benediktiner-Kloster aus dem 17. Jahrhundert am Flussufer in der Commune déléguée Dénézé-sous-le-Lude – Monument historique[4]
- Menhir und Dolmen von L’Aurière, steinzeitliche Artefakte am Flussufer in der Commune déléguée Chigné – Monument historique[5]